# Falconer Madan

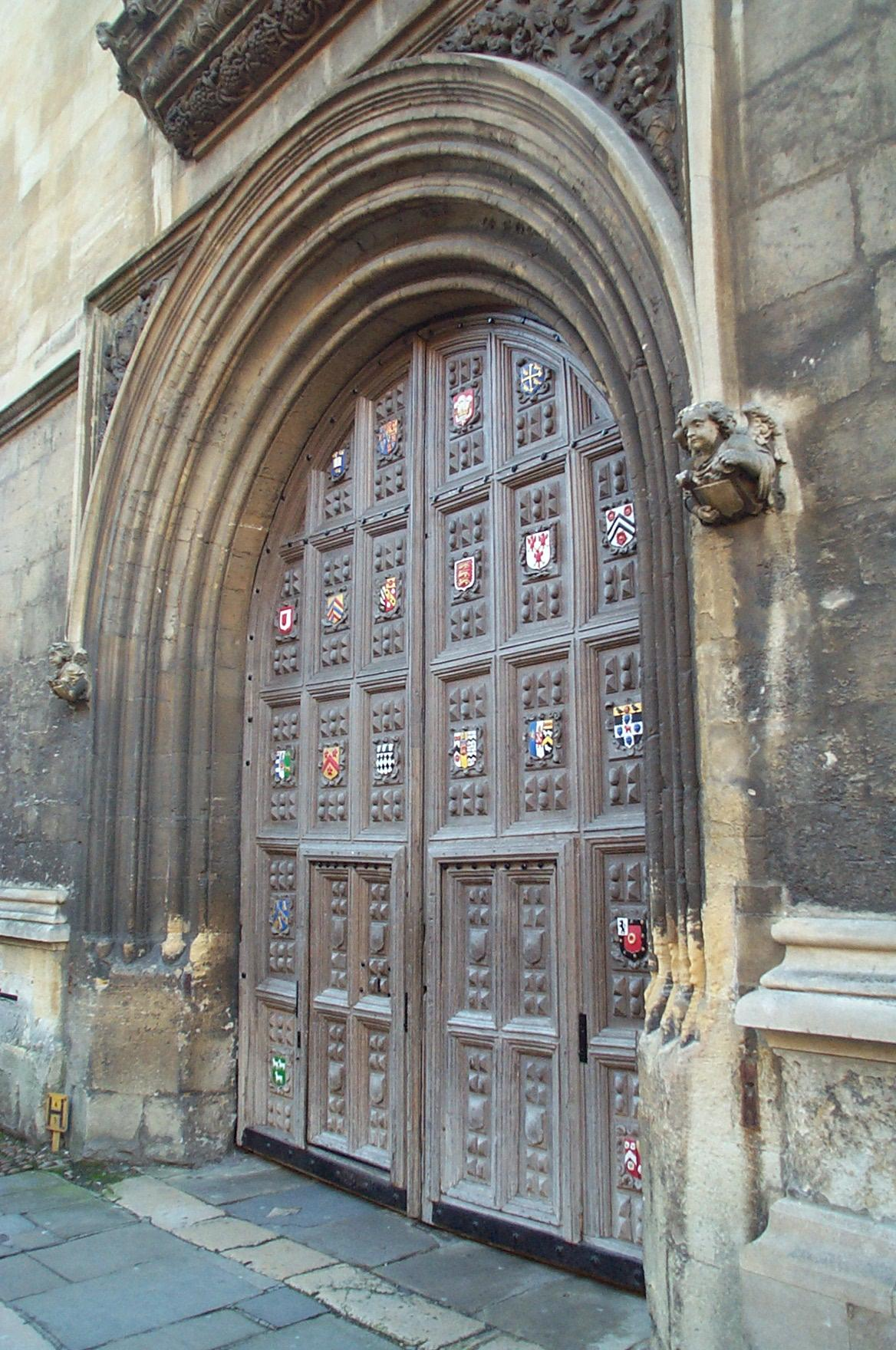
Entrée de la bibliothèque Bodléienne.

Falconer Madan est un bibliothécaire, bibliographe et historien du livre britannique, né le 15 avril 1851 et mort le 22 mai 1935.

## Biographie
Falconer Madan est le cinquième fils de George et Harriet Madan. Il fait ses études à Marlborough College et  à Brasenose College à Oxford. Il est membre de l'équipe d'échecs lors des matchs contre Cambridge de 1873 et 1874.  Il est fellow de Brasenose de 1875 à 1880 et obtient alors un poste de sous-bibliothécaire à la bibliothèque Bodléienne. En 1890, on lui confie la mission de rédiger un catalogue sommaire des manuscrits de la bibliothèque, à commencer par ceux qui ne sont pas référencés dans le vieux catalogue de 1697. On le charge également (comme lecturer) du cours de paléographie. Il travaille aussi alors à son ouvrage sur les livres publiés à Oxford : The early Oxford Press: a bibliography of printing and publishing at Oxford, 1468–1640 (Oxford : Clarendon Press, 1895).
En 1912 Madan devient bibliothécaire (directeur) de la Bodléienne en 1912. Il crée un nouveau magasin sous Radcliffe Square et crée le Bodleian Quarterly Record. Il démissionne en 1919.
Il est président de la Library Association en 1914-1915, de la Bibliographical Society de 1919 à 1921 et de la Oxford Bibliographic Society en 1924-1925. En 1932, il reçoit la médaille d'or de la Bibliographical Society.
Madan a aidé Sidney Herbert Williams à réviser son ouvrage A Bibliography of Lewis Carroll (London: The Bookman's Journal, 1924) pour en faire A Handbook of the Literature of the Rev. C. L. Dodgson (Lewis Carroll) (London: Oxford University Press, 1931), où il est crédité comme coauteur, avant de publier un supplément en 1935. Il a aussi dirigé un catalogue d'exposition sur le sujet : The Lewis Carroll Centenary in London (London: J. & E. Bumpus, 1932).
Falconer Madan a épousé Frances Jane Hayter (1862–1938), fille cadette de l'ingénieur Harrison Hayter. Son fils, Geoffrey, est un célèbre anthologiste. Sa fille Ethel a épousé Charles Fox Burney et sa petite-fille Venetia Burney est la personne qui a proposé d'appeler Pluton la planète naine.

## Publications
- Books in Manuscript (1899)
- The Gresleys of Drakelowe (1899)
- History of the Madan Family
- The Daniel Press
- Oxford Outside the Guide-Books
- A Handbook of the Literature of the Rev. C. L. Dodgson (Lewis Carroll) (1931)
- The Lewis Carroll Centenary in London (1932)

## Sources
- (en) Cet article est partiellement ou en totalité issu de l’article de Wikipédia en anglais intitulé « Falconer Madan » (voir la liste des auteurs).

1. ↑  Disponible sur The Internet Archive
2. ↑  « bibsoc.org.uk/presidents.htm »(Archive.org • Wikiwix • Archive.is • Google • Que faire ?).
3. ↑  « bibsoc.org.uk/goldmedl.htm »(Archive.org • Wikiwix • Archive.is • Google • Que faire ?).
4. ↑  The girl who named a planet, BBC News.